# Changeling: The Lost
Changeling: The Lost (укр. Підмінений: Загублений) — п'ята додаткова серія настільних рольових ігор, що належить до сетинґу Новий Світ Пітьми. Гра базується на європейських легендах про людей, яких викрали надприродні істоти, залишивши замість них копію, часто недолугу.
У Світі Темряви ці легенди є реальністю — таємничі та моторошні істоти, яких називають Феями, викрадають людей до свого світу (він називається Аркадія, чи Фейрі), щоб зробити з них своїх рабів.
Гравці беруть на себе ролі Підмнених, яким вдалося втекти від містичних викрадачів назад до Землі, подолавши бар'єр, відомий, як Огорожа, чи Шипи. Тепер вони мають заново відкривати світ, у якому колись народились, намагатися впоратися зі змінами, яких вони зазнали в Фейрі, та остерігатися повторного викрадення.

## Персонажі гри
Через перебування у світі Фей Підмінені зазнали змін, через які вони вже не є повністю людьми. Всі вони мають якісь зовнішні ознаки надприродних істот та володіють певними чарами. Залежно від цих змін, Підмінені діляться на кілька груп, які називаються Seemings (Образи). Належність до цих груп зазвичай зумовлена тим, чим персонаж займався у Фейрі.
Seemings:
- Beasts (Звірі) — мають риси тварин, як міфічних, так і реальних.
- Darklings (Темні) — цей Образ пов'язаний зі страхом та темрявою.
- Elementals (Елементалі) — ці Підмінені мають риси неживих предметів, елементів природи.
- Fairests (Чарівні) — втілюють красу та величність Фей.
- Ogres (Оґри) — ці Підмінені зазнавали в Аркадії насильства і стали його уособленням, коли втекли на Землю. Вони мають риси тролів, оґрів та інших жорстоких істот із легенд.
- Wizened (Висохлі) — магія Фей перетворила цих Підмінених на вузькоспеціалізованих працівників та слуг. Загалом, вони мають риси гномів із легенд.

Гравець може обрати для свого персонажа ще підкатегорії Seemings — Kith, які більше деталізують персонажів. Наприклад, Kith Звірів включають риси конкретних тварин, Kith Висохлих представляють певні професії, а Kith Елементалей пов'язані з конкретними природними елементами.
Щоб не викликати здивування чи страху збоку звичайних людей, Підмінені маскують свою зовнішність за допомогою Маски. Інші Підмінені та Феї можуть бачити крізь Маску.
Окрім Образів та Kith гравець може обрати належність свого персонажа до одного з чотирьох Дворів. Двори це спільноти Підмінених. Існують Зимовий, Весняний, Літній та Осінній Двори, кожен з яких має свою ідеологію та інші особливості.